# Geosiridaceae
Famille
Classification APG II (2003)
Classification APG III (2009)
La famille des Géosiridacées regroupe des plantes monocotylédones. Selon Watson & Dallwitz elle ne comprenait qu'une seule espèce Geosiris aphylla (en) endémique de Madagascar mais en 2010, une deuxième espèce a été décrite, Geosiris albiflora, dans l'île de Mayotte, au nord-ouest de Madagascar
Ce sont des plantes herbacées dépourvues de chlorophylle, tirant leurs nutriments des champignons du sol. 

## Étymologie
Le nom vient du genre Geosiris (en), dérivé des mots grecs geos, « terre », et du latin iris, par allusion à la famille des plantes du genre Iris, en référence au mode de nutrition de la plante qui est achlorophylle.

## Classification
En classification phylogénétique APG II (2003) et en classification phylogénétique APG III (2009) cette famille n'existe pas ; ces plantes sont incluses dans les Iridacées.